# Ріта Дравуц
Ріта Дравуц (угор. Rita Drávucz, 14 квітня 1980) — угорська ватерполістка.
Учасниця Олімпійських Ігор 2004, 2008, 2012 років.
Чемпіонка світу з водних видів спорту 2005 року, призерка 2001 року.